# Phare de l'île Sala y Gomez
Le phare de l'île Sala y Gómez (en espagnol : Faro Sala y Gómez) est un phare actif situé sur l'Île Sala y Gómez, au milieu de l'océan Pacifique (Province de l'Île de Pâques), dans la région de Valparaíso au Chili.
Il est géré par le Service hydrographique et océanographique de la marine chilienne dépendant de la Marine chilienne.

## Histoire
L'île Sala y Gómez (du nom de deux marins espagnols) est une petite île située à 390 km au nord-est de l'île de Pâques. Les insulaires l'appellent le Motu Motiro Hiva, et c'est aussi le nom de l'Aire marine protégée créée par le Chili en 2010 pour protéger l'île et ses eaux environnantes (Parque Marino Motu Motiro Hiva).
Mis en service en 1994, il est situé à la pointe sud de l'île.

## Description
Le phare est un pylone cylindrique en fibre de verre, avec une balise photovoltaïque de 6 m de haut. La tour est peinte en blanc avec une bande horizontale rouge. Il émet, à une hauteur focale de 35 m, un éclat blanc par période de 12 secondes. Sa portée n'est pas connue.
Identifiant : Amirauté : G1990 - NGA : 111-.... .
|                                            |
| Localisation :Îles chiliennes du Pacifique |

|                  |
| Île Sala y Gómez |

### Lien connexe
- Liste des phares du Chili